# Окулярник новогвінейський
Окулярник новогвінейський (Zosterops novaeguineae) — вид горобцеподібних птахів родини окулярникових (Zosteropidae). Мешкає на Новій Гвінеї та на островах Ару.

## Опис
Довжина птаха становить 11 см, вага 11-13,5 г. Тім'я і верхня частина тіла тьмяні, жовтувато-оливково-зелені. Горло, верхня частина грудей і гузка жовті, живіт білуватий. Навколо очей характерні білі кільця.

## Підвиди
Виділяють шість підвидів:
- Z. n. novaeguineae Salvadori, 1878 — північний захід Нової Гвінеї;
- Z. n. wuroi Mayr & Rand, 1935 — острови Ару і південь Нової Гвінеї;
- Z. n. wahgiensis Mayr & Gilliard, 1951 — схід Нової Гвінеї;
- Z. n. crissalis Sharpe, 1884 — південний схід Нової Гвінеї;
- Z. n. oreophilus Mayr, 1931 — північний схід Нової Гвінеї;
- Z. n. magnirostris Mees, 1955 — північ Нової Гвінеї.

## Поширення і екологія
Новогвінейські окулярники живуть в гірських і рівнинних тропічних лісах.

## Поведінка
Новогвінейські окулярники харчуються комахами та іншими безхребетними, нектаром, квітками і плодами. В кладці 2 блакитнуватих яйця.